# Kościół Świętego Jerzego w Kolonii

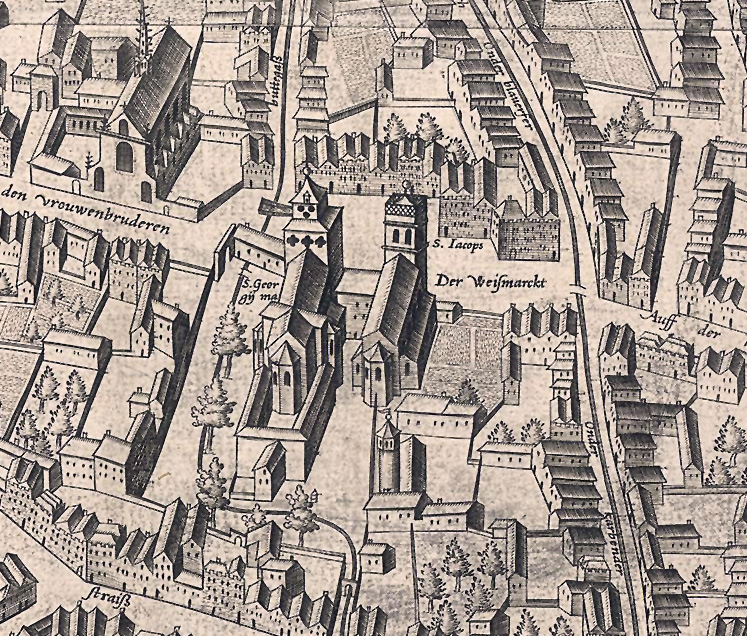
Kościoły św. Jerzego i św. Jakuba na Planie Mercatora (1571)

Kościół Świętego Jerzego (niem. Sankt Georg Kirche) – jeden z dwunastu romańskich kościołów na terenie Starego Miasta w Kolonii nad Renem.

## Historia
Kościół położony jest w południowej części Starego Miasta na wysokości dawnych rzymskich fortyfikacji przy bramie, przez którą przechodził dawny trakt łączący Kolonię z Bonn. Jego patronem jest św. Jerzy.
Pod świątynią zachowały się relikty budowli z czasów Merowingów (V–VIII w.), prawdopodobnie było to cesarskie oratorium. W XI wieku za panowania arcybiskupa kolońskiego Anno II (1056–1075) wzniesiono trójnawową bazylikę z transeptem, przy czym nawy boczne nakryto sklepieniami, zaś nawę główną pokryto drewnianym stropem. W następnym stuleciu wzniesiono zachodni chór. Ponadto kościół otrzymał chór wschodni zamknięty absydą.
W dobie renesansu i baroku kościół kilkakrotnie przebudowano. Północną kruchtę zbudowano w 1551/1552, ponadto wzniesiono ganek łączący kościół z powstałą w XIII i zburzoną w XIX wieku świątynią pw. Świętego Jakuba. W latach 1928–1930 poważnie uszkodzony kościół gruntownie odnowiono, wówczas dokonano restauracji romańskich elementów, sama świątynia otrzymała w znacznej części nowe elewacje nawiązujące stylowo do romanizmu. Artysta Jan Thorn Prikkers wykonał dla kościoła cykl witraży.
Kościół został poważnie zniszczony podczas II wojny światowej, przede wszystkim renesansowa kruchta południowa oraz barokowe zwieńczenia, których nie zrekonstruowano podczas odbudowy kościoła. W trakcie odbudowy dokonano szereg rekonstrukcji i uproszczeń dekoracji zewnętrznych, które nadały zwartą i niemalże całkowicie jednolitą stylowo bryłę.

## Architektura

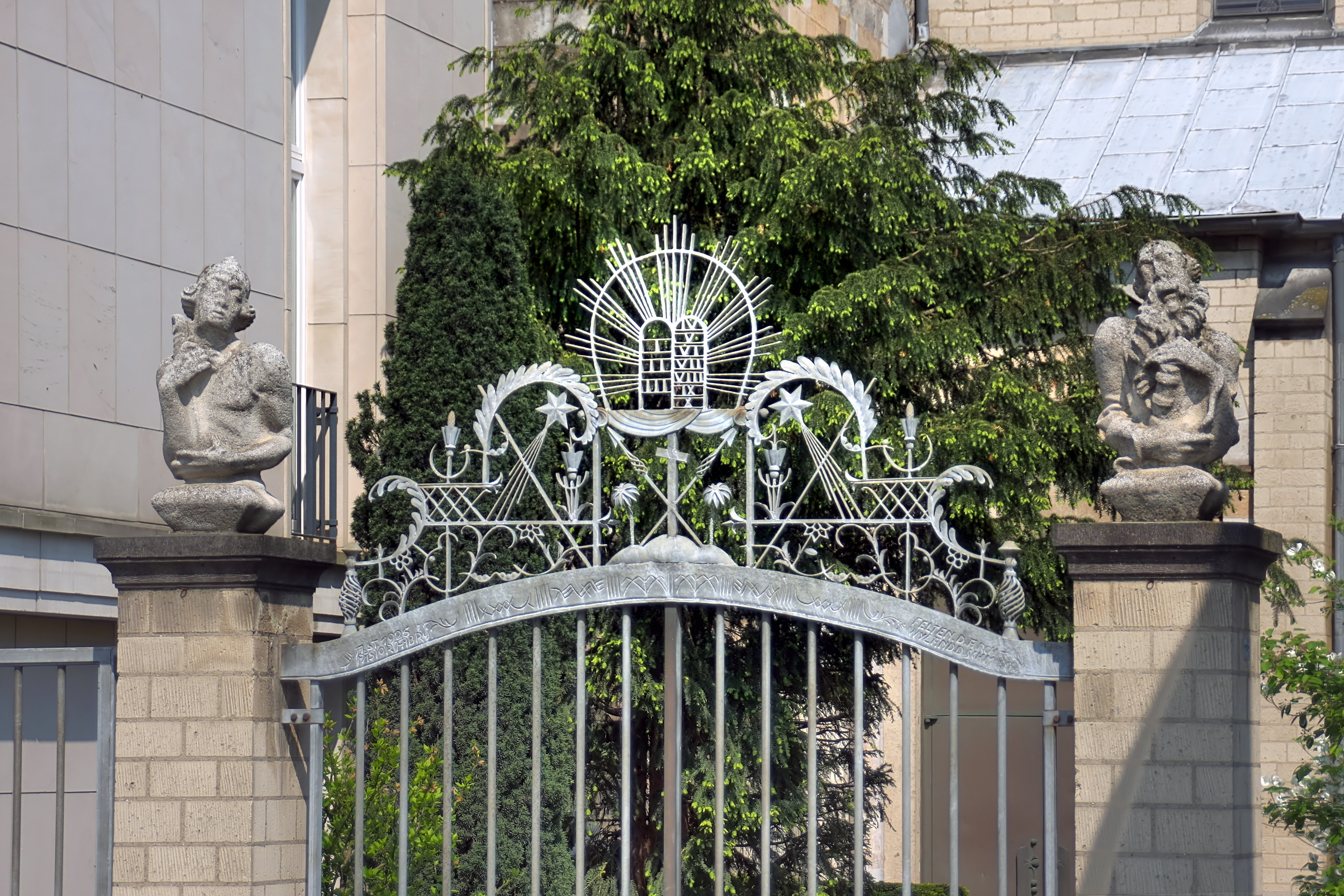
Mocowanie na bramie kratowej przy wejściu do kościoła od strony Placu Jerzego, wykonane przez kowala Carla Wylanda w 1925 r.

Kościół Świętego Jerzego jest skromną trójnawową bazyliką z transeptem, prezbiterium o trzech absydach, ciąg naw bocznych został podzielony na dwie części. Od północy do korpusu nawowego przylega kruchta, natomiast od zachodu – monumentalny kwadratowy masyw zachodni pochodzący z czasów Hohenstaufów.
Wnętrze jest nakryte sklepieniem krzyżowo-kolebkowym, przy czym zabytkowe nakrycie zachowało się jedynie w nawach bocznych. Nawy są oddzielone arkadami wsparte na filarach. Zastosowano tu charakterystyczny dla sztuki ottońskiej tryforialny układ filarów: filar-kolumna-kolumna-filar. Od strony masywu wieżowego znajduje się masywna arkada z uskokowymi ościeżami. Elewacje ścian zarówno wewnętrznych, jak i zewnętrznych odznaczają się oszczędnością form, przez co architektura tego niewielkiego kościoła nadaje świątyni monumentalność.
Północna kruchta kościoła prowadzi na ulicę oraz niewielki dziedziniec, na którym znajduje się mały cmentarz.

## Wystrój wnętrza
Pomimo iż wnętrze cechuje skromność, zachowały się tu dzieła sztuki dawnej i współczesnej o wysokiej klasie artystycznej. Najważniejsze dzieło – romańska rzeźba ukrzyżowanego Chrystusa, z którego zachowały się głowa, część ciała do wysokości ud oraz fragmentarycznie ramiona, stanowi część zbiorów Muzeum Aleksandra Schnütgena. W kościele znajduje się rekonstrukcja krucyfiksu z 1930 r.
W południowym ramieniu transeptu umiejscowiony jest ołtarz z malowidłami Barthela Bruyna Młodszego, kolońskiego malarza przełomu gotyku i renesansu. Na otwarciu znajdują się sceny pasyjne – Niesienie Krzyża, Opłakiwanie Chrystusa oraz Zmartwychwstanie, natomiast na rewersach skrzydeł – wizerunki świętych Jerzego i Cezariusza – patronów kościoła. Wewnątrz westwerku XIV-wieczny krucyfiks mistyczny w typie widlastym. Zgodnie z tego typu przedstawieniami wizerunek ukrzyżowanego Chrystusa charakteryzuje się silnym natężeniem ekspresji.
Okna zdobią witraże Jana Thorna Prikkersa, zaś elewację kruchty i portal modernistyczne rzeźby Eduarda Schmitza.

## Dzwony
Pięć dzwonów datowanych na lata 1506, 1553, 1627 i 1733 oraz z XVIII wieku (nieznana dokładna data), których całkowita masa wynosiła 2625 kg stopiły się podczas pożaru kościoła w okresie II wojny światowej. Na ich miejsce wkrótce odlano „bezimienny” dzwon oraz dwa kolejne w 1989 roku.
| Nr. | Nazwa    | Data odlania | Ludwisarz        | Średnica (mm) | Ciężar (kg) | Dźwięk (16tel) |
| 1   | Gloria   | 1989         | Florence Hüesker | 820           | 322         | b1 +3          |
| 2   | Harmonia | 1989         | Florence Hüesker | 620           | 152         | es2 +4         |
| 3   | ?        | XX w.        | Hans Hüesker     | 482           | 60          | g2 +5          |